# Municipio de Du Page
El municipio de Du Page (en inglés, Du Page Township) es un municipio del condado de Will, Illinois, Estados Unidos. Tiene una población estimada, a mediados de 2021, de 87 205 habitantes.

## Geografía
Está ubicado en las coordenadas 41°40′58″N 88°5′16″O / 41.68278, -88.08778 (41.682901, -88.087758). Según la Oficina del Censo de los Estados Unidos, tiene una superficie total de 95.3 km², de la cual 93.4 km² corresponden a tierra firme y 1.9 km² son agua.

## Demografía
Según el censo de 2020,en ese momento había 87 348 personas residiendo en la zona. La densidad de población era de 935.2 hab./km². El 46.32% de los habitantes eran blancos, el 16.67% eran afroamericanos, el 0.91% eran amerindios, el 10.66% eran asiáticos, el 0.03% eran isleños del Pacífico, el 13.01% eran de otras razas y el 12.86% eran de una mezcla de razas. Del total de la población, el 27.49% eran hispanos o latinos de cualquier raza.